# 谷川万純
谷川 万純（たにがわ ますみ、1989年11月25日 - ）は、日本の タレント、モデル、アーティスト、作詞家 レースクイーン、。女性アイドルグループ『虹色スイッチ』の元人気メンバー。2016年に芸名をまあみとする。神奈川県横須賀市出身。身長168cm。

## 人物
3歳からピアノを始めている。横須賀市立鴨居中学校卒業。湘南学院高等学校に入学するが芸能活動との両立が難しく、高校2年の秋に日出高等学校に編入し、本格的に仕事へ専念。他にもボーカルレッスン、ダンスレッスンなど受けていた。
アーティスト活動をする傍らでTBS『カイモノラボ』『キニナル金曜日』にレギュラーモデルとして出演する等、多岐にわたって活動している。
SHOWROOMにて楽曲提供オーディションが行われ、グランプリを獲得し、まあみとしてのニューシングル「太陽よりもキミの笑顔は」が生まれた。制作にも加わり、作詞も担当。今作はSOUL'd OUT時代に一世を風靡し、現在も幅広くのアーティストへ楽曲提供を行っているShinnosukeがプロデュース。
タレント、モデル、アーティストとしてもマルチに活動を行っている。
2022年6月 結婚・妊娠を発表。

## 作品

### シングル
- 「太陽よりもキミの笑顔は」（2017年5月31日発売）Shinnosuke（EX_SOUL'd OUT）プロデュース、配信シングル楽曲としてリリース。
作詞:まあみ   作曲/編曲:Shinnosuke

### アルバム
| #  | タイトル                           | 作詞     | 作曲       | 編曲       |
| -- | ---------------------------------- | -------- | ---------- | ---------- |
| 1. | 「fall in love」                   | 谷川万純 | 田辺トシノ | 田辺トシノ |
| 2. | 「by song」                        | 谷川万純 | 今井貴志   | 片桐勇輝   |
| 3. | 「輝く明日のキミ」                 |          | 今井貴志   | 片桐勇輝   |
| 4. | 「星屑の証」                       | 谷川万純 | 山口大吾   | 田辺トシノ |
| 5. | 「Dream yourself」                 | leonn    | 日比野裕史 | 渡辺徹     |
| 6. | 「未来への道〜キミ色、キミ模様〜」 | 永岡昌憲 | 星野靖彦   | 渡辺徹     |
| 7. | 「To be yourself」                 | leonn    | 星野靖彦   | 渡辺徹     |

### 作詞提供楽曲
- Aither
  - Spotlight
  - Re:start
  - Dream palet

## 出演

### テレビ番組
- TOKYO MX
  - 『内村さまぁ〜ず』水着美女モデル
  - ヨロ～ン女子さんぽ
- 日本テレビ
  - 『24時間テレビ「愛は地球を救う」』（2004年～2007年）
  - ものまねバトル応援ガール
  - 『踊る!さんま御殿!!』再現VTR
  - 『ものまねグランプリ』篠田麻里子役
- TBSテレビ
  - 爆問パワフルフェイス!
  - この差って何ですか?
  - カイモノラボ
  - キニナル金曜日
  - 好きか嫌いか言う時間
- フジテレビ
  - シバトラ （2008年）2-B生徒役
  - カラマーゾフの兄弟
  - 今夜はナゾトレ
  - 360°水着美女水泳大会
- テレビ朝日『全力坂』
- テレビ東京『出没!アド街ック天国』

### モデル
- 東京オートサロン
  - 2017年・2018年・2019年：CLIMATE SUWブース[1]
- ギャルズパラダイス オートサロン集2017表紙
- Yパートナー広告モデル
- ZEAL モデル
- ポルシェカレラカップアジア2017 モデル
- driver 雑誌モデル

### CM
- DMM.comいろいろレンタル
- イーモバイル hi-hoモバイルweb CM 桃子役

### WEB番組
- ORICON STYLE Pocky RANKINGパラダイス第一期生

### 舞台
- 劇団ビタミン大使ABC
  - 「ブラザー･リコのJipangu大逆転」
  - 「入力１のパヴァーヌ」

### ミュージックビデオ
- NEWS ｢さくらガール｣PV
- ソナーポケット「キミ記念日〜生まれてきてくれてありがとう〜」